# ستيف بل
ستيف بُل (بالإنجليزية: Steve Bull)‏ (28 مارس 1965 في المملكة المتحدة - ) هو مدرب كرة قدم ولاعب كرة قدم بريطاني في مركز الهجوم، شارك في كأس العالم 1990. وشارك مع منتخب إنجلترا تحت 21 سنة لكرة القدم ومنتخب إنجلترا لكرة القدم الرديف ومنتخب إنجلترا لكرة القدم. أما مع النوادي، فقد لعب مع أندية هيرفورد ووست بروميتش ألبيون ووولفرهامبتون واندررز وتيبتون تاون.

## مسيرته الكروية
لعب ستيف بول خلال مسيرته الاحترافية مع 3 أندية في ستة عشر موسمًا وسجل خلالها 254 هدف ضمن 484 مباراة. ولم يفز بأي موسم بالكأس أو بالدوري.
خاض ستيف بول مسيرته مع نادي وست بروميتش ألبيون في موسم 1985–86 ولمدة موسمين، مشاركًا في 4 مباريات سجل خلالها هدفين. ثم انتقل إلى نادي وولفرهامبتون واندررز في موسم 1986–87 ليلعب معه ثلاثة عشر موسمًا، حيث شارك في 474 مباراة سجل خلالها 250 هدف. لينتقل بعدها إلى هيرفورد في موسم 2000–01 لمدة موسم واحد، مشاركًا في 6 مباريات سجل خلالها هدفين.

## وصلات خارجية
- ستيف بول على موقع الاتحاد الدولي (مؤرشف)  (الإنجليزية)
- ستيف بول على موقع قاعدة بيانات كرة القدم.إي يو (الإنجليزية)
- ستيف بول على موقع ناشيونال فوتبول تيمز (الإنجليزية)
- ستيف بول على موقع Soccerbase.com (لاعب) (الإنجليزية)